# الکساندرا ونک
الکساندرا ونک (انگلیسی: Alexandra Wenk؛ زادهٔ ۷ فوریه ۱۹۹۵) ورزشکار ورزش شنا اهل آلمان است.
وی در مسابقات کشوری و بین‌المللی در مجموع برندهٔ ۱ مدال طلا و ۲ مدال برنز شده‌است.